# (1366) Piccolo
(1366) Piccolo es un asteroide que forma parte del cinturón de asteroides y fue descubierto por Eugène Joseph Delporte el 29 de noviembre de 1932 desde el Real Observatorio de Bélgica, Uccle.

## Designación y nombre
Piccolo fue designado inicialmente como 1932 WA.
Más adelante se nombró en honor del periodista belga Auguste d’Arsac (1856-1937), director del periódico Le Soir, quien firmaba sus artículo como Piccolo.

## Características orbitales
Piccolo está situado a una distancia media del Sol de 2,873 ua, pudiendo alejarse hasta 3,281 ua. Tiene una excentricidad de 0,1419 y una inclinación orbital de 9,475°. Emplea en completar una órbita alrededor del Sol 1779 días.